# Liste der Naturdenkmale in Puderbach
Die Liste der Naturdenkmale in Puderbach nennt die im Gemeindegebiet von Puderbach ausgewiesenen Naturdenkmale (Stand 9. Oktober 2013).

## Naturdenkmale
| Nr.         | Bezeichnung         | Lage                                             | Beschreibung                | Bild                                    |
| ----------- | ------------------- | ------------------------------------------------ | --------------------------- | --------------------------------------- |
| ND-7138-427 | Eiche in Strunkeich | Strunkeich, Strunkeicher Straße, bei Nr. 15 Lage | Quercus sp.                 | Fotos hochladen                         |
| ND-7138-430 | Kaisereiche         | Puderbach, Eichenstraße, bei Nr. 1 Lage          | Quercus sp.                 | Direkt Bild zu diesem Denkmal hochladen |
| ND-7138-433 | Blutbuche           | Puderbach, Ackerweg Lage                         | Fagus sylvatica f. purpurea | Direkt Bild zu diesem Denkmal hochladen |